# Suramină
Suramina este un medicament utilizat în tratamentul tripanosomiazei africane și al oncocercozei. Calea de administrare disponibilă este cea intravenoasă.
Molecula a fost dezvoltată cel puțin începând cu anul 1916. Se află pe lista medicamentelor esențiale ale Organizației Mondiale a Sănătății.